# Berliet GBU 15
De Berliet GBU 16 was een zware vrachtwagen voor het Franse leger. Het werd in 1959 in dienstgenomen en in 1984 begon de vervanging van dit voertuig door de Renault TRM 10.000.

## Geschiedenis
In de jaren vijftig was Rochet-Schneider begonnen met de ontwikkeling van dit voertuig, toen nog aangeduid als de T-6. Rochet-Schneider werd overgenomen door Berliet die doorging met het project. De type aanduiding werd gewijzigd in GBU en in 1959 begon de levering aan het Franse leger. Het bleef ruim 20 jaar in dienst, maar in 1984 begon Renault met de levering van de vervanger, de Renault 10.000.

## Beschrijving
De Berliet GBU had een standaard opbouw met de motor voor in, gevolgd door de bestuurderscabine en een laadruimte. De bestuurderscabine had een canvas dak en was ruim, er konden naast de bestuurders drie of meer passagiers mee, afhankelijk van de versie. De zescilinder Berliet motor was geschikt voor diverse brandstoffen (Engels: multi-fuel) en had een vermogen van 214 pk. De versnellingsbak telde vijf versnellingen vooruit en een achteruit. Een reductiebak was aanwezig waardoor rijden in hoge en lage gearing mogelijk was (2x5F1R). De twee brandstoftanks hadden een totale capaciteit van 400 liter waarmee het bereik op ongeveer 800 kilometer lag. Het laadvermogen op de weg werd vastgesteld op 10 ton en in terrein was 6 ton haalbaar. Een aanhangwagen van maximaal 15 ton kon worden meegenomen. Zonder verdere voorbereiding kon het door 1,0 meter diep water rijden.
Naast Frankrijk werd het voertuig ook gebruikt in België, Volksrepubliek China en de Verenigde Arabische Emiraten.

## Versies
Naast de standaardversie voor algemeen gebruik waren er ook aparte versies voor specifieke functies. Er was een artillerietrekker voor het verplaatsen van de 155mm houwitser en een trekker met oplegger voor het transport van lichte pantservoertuigen en tanks. Verder waren er versies als kiep- en tankwagen.
De Berliet TBU 15 CLD, Camion Lourd de Dépannage, was een bergingsvoertuig. Het had een hydraulische kraan met een liftcapaciteit van 10 ton. Aan de voorzijde was een lier met een capaciteit van vijf ton, maar met het gebruik van een grondanker kon dit worden verhoogd naar zeven ton. Het belangrijkste verschil met de standaardvrachtwagen was het veel hogere leeggewicht, die lag voor het bergingsvoertuig op 21,2 ton.